# Дудников Діонісій Григорович
Діонісій Григорович Дудников (3 жовтня 1899, місто  Ростов-на-Дону, тепер Російська Федерація — ?) — радянський діяч, заступник секретаря і завідувач відділу із будівництва і будівельних матеріалів Дрогобицького обкому КП(б)У.

## Життєпис
З лютого 1919 року — в Червоній армії, учасник громадянської війни в Росії. Служив у 7-й стрілецькій дивізії РСЧА.
Член РКП(б).
Після демобілізації перебував на відповідальній партійній роботі.
У листопаді 1945 — листопаді 1948 року — заступник секретаря Дрогобицького обласного комітету КП(б)У із будівництва і будівельних матеріалів — завідувач відділу будівництва і будівельних матеріалів Дрогобицького обласного комітету КП(б)У.
Подальша доля невідома.

## Звання
- інженер-капітан

## Нагороди
- орден «Знак Пошани»
- ордени
- медалі